# Neumarkt am Wallersee
Neumarkt am Wallersee är en stad och kommun  i distriktet Salzburg-Umgebung i förbundslandet Salzburg i Österrike. Kommunen har 6 626 invånare (2024), på en yta av 36,27 km².

## Indelning
Kommunen består av tolv orter (Ortschaften) (inom parentes invånarantal 1 januari 2024):

- Lengroid (69)
- Maierhof (91)
- Matzing (77)
- Neufahrn (253)
- Neumarkt am Wallersee (4 721)
- Pfongau (422)
- Schalkham (535)
- Sighartstein (102)
- Sommerholz (118)
- Thalham (47)
- Wallersee-Ostbucht (44)
- Wertheim (147)